# 伊集院忠倉
伊集院 忠倉（いじゅういん ただあお、生没年不詳）は、戦国時代の武将。島津氏の家臣。掃部助。大和守。道号は孝庵。伊集院忠朗の子。

## 略歴
島津貴久に仕え、薩摩国における国人の統制などで活躍した。天文18年（1549年）には樺山氏と北原氏を和睦させ、同年の黒川崎の戦いでは父･忠朗と共に出陣して、暴風に乗じた奇襲策で肝付兼演を破り、降伏させている。
これらの功績により、弘治4年/永禄元年（1558年）からは島津氏の筆頭家老を務めることとなった。

## 系譜
- 父：伊集院忠朗
- 母：不詳
- 妻：不詳
  - 男子：伊集院忠棟
  - 男子：伊集院春成